# Церская волость
Це́рская во́лость (латыш. Cēres pagasts) — одна из семи территориальных единиц Кандавского края Латвии. Находится в северной части края. Граничит с Кандавской волостью своего края, Страздской и Балгалской волостями Талсинского края, а также с Зентенской и Пурвской волостями Тукумского края
Крупнейшими населёнными пунктами волости являются сёла: Цере (волостной центр), Оксле, Вецциемс, Коргельциемс, Баклави, Резес.
В селе Цере находятся сохранившиеся постройки Церского имения.
По границе с Кандавской волостью проходит автомобильная дорога A10 Рига — Вентспилс, составляющая часть европейского маршрута E 22.
По территории волости протекают реки Лиекна, Бебрупе, Оксле.

## История
В 1935 году площадь Церской волости Туккумского уезда составляла 106 км².
В 1945 году в волости были созданы Церский и Окслский сельские советы. После отмены в 1949 году волостного деления Церский сельсовет входил в состав Кандавского и Тукумского района.
В 1954 году к Церскому сельсовету была присоединена территория ликвидированного Окслского сельского совета. В 1961 году территория колхоза «Дзинтарс» Церского сельсовета была присоединена к Пурскому сельсовету. В 1977 году Церский сельсовет был ликвидирован и его земли отошли к Зентенскому сельсовету.
В 1990 году территории бывшего Церского сельсовета были выведены из состава Зентенского сельсовета и составили вновь созданную Церскую волость. В 1996 году Кандавская и Церская волости были присоединены к Кандаве и образовали Кандавскую сельскую территорию. В 1999 году город Кандава со своей сельской территорией были реорганизованы в Кандавскую волость.
В 2009 году, по окончании латвийской административно-территориальной реформы, Церская волость, вновь выделенная в самостоятельную единицу, вошла в состав Кандавского края.